# Željko Sertić
Željko Sertić, cyr. Жељко Сертић (ur. 1967 w Sečanju) – serbski polityk, przedsiębiorca i działacz gospodarczy, w latach 2014–2016 minister gospodarki.

## Życiorys
Szkołę podstawową i średnią ukończył w Nowym Sadzie, później został absolwentem zarządzania na prywatnym Univerzitet Union w Belgradzie. Od początku lat 90. związany z biznesem, był współzałożycielem i dyrektorem wykonawczym przedsiębiorstw m.in. z branży produkcyjnej i handlowej. W 2013 wybrany na prezesa Serbskiej Izby Handlowej, wszedł również w skład rady dyrektorów Eurochambres.
Zaangażował się w działalność polityczną w ramach Serbskiej Partii Postępowej, powołany do komitetu wykonawczego tej partii, został także przewodniczącym rady małych i średnich przedsiębiorstw i przedsiębiorczości przy SNS. W sierpniu 2014 objął urząd ministra gospodarki w rządzie Aleksandara Vučicia. Zastąpił na tym stanowisku Dušana Vujovicia, który został ministrem finansów. Funkcję tę pełnił do sierpnia 2016. W tym samym roku objął obowiązki dyrektora rządowej agencji rozwoju Serbii (Razvojna agencija Srbije).